# Makariev
Makariev (en russe : Макарьев) est une ville de l'oblast de Kostroma, en Russie, et le centre administratif du raïon de Makariev. Sa population s'élevait à 7 025 habitants en 2013.

## Géographie

Plan de Makariev.

Makariev se trouve sur la rive droite de la rivière Ounja, à 173 km au nord de Nijni Novgorod, à 174 km à l'est de Kostroma et à 445 km au nord-est de Moscou.

## Histoire
Le monastère établi au bord de la rivière Ounja au XVe siècle, le monastère Saint-Macaire-de-l'Ounja, se développe et devient la sloboda Makarevskaïa (Saint-Macaire). En 1778, la localité accède au statut de ville sous le nom de Makariev-na-Ounje. Au XIXe siècle, elle est célèbre pour ses foires commerciales. Son nom est Makariev depuis la fin du XIXe siècle. Le nom de Makariev est dérivé de saint Macaire de l'Ounja, dont la fête était jour de foire dans de nombreuses localités de Russie — la plus célèbre étant celle de Nijni Novgorod qui prit la suite de la foire du monastère de la Trinité-Saint-Macaire.

## Population
Recensements (*) ou estimations de la population
| 1856  | 1897* | 1926* | 1939* | 1959*  | 1970* |
| ----- | ----- | ----- | ----- | ------ | ----- |
| 3 600 | 6 046 | 6 516 | 8 500 | 10 076 | 9 337 |

| 1979* | 1989* | 2002* | 2010* | 2012  | 2013  |
| ----- | ----- | ----- | ----- | ----- | ----- |
| 8 966 | 9 153 | 7 847 | 7 274 | 7 211 | 7 025 |